# Zarina (artista)
Zarina, all'anagrafe Zarina Hashmii (Aligarh, 16 luglio 1937 – Londra, 25 aprile 2020), è stata un'artista e scultrice indiana naturalizzata statunitense.
Ha realizzato svariate opere che spaziano dal disegno, all'incisione e alla scultura. Associata al movimento minimalista, il suo stile si caratterizzava per l'utilizzo di forme astratte e geometriche.

## Biografia
Nata in India, fu allieva di Stanley William Hayter.
Zarina è stata uno dei quattro artisti a rappresentare l'India alla Biennale di Venezia nel 2011.
L'Hammer Museum di Los Angeles nel 2012 ha organizzato la prima retrospettiva su di lei  intitolata Zarina: Paper Like Skin, in mostra anche in altri musei tra cui al Solomon R. Guggenheim Museum e all'Art Institute of Chicago.
Alcune sue opere si trovano nelle collezioni permanenti del Museum of Modern Art, del Whitney Museum of American Art, della National Gallery of Art e della Biblioteca nazionale di Francia.
Morì all'età di 82 anni a Londra il 25 aprile 2020 per complicazioni dovute alla malattia di Alzheimer.

## Premi e riconoscimenti
- 2007: Residency, University of Richmond, Richmond, Virginia
- 2006: Residency, Montalvo Arts Center, Saratoga, California
- 2002: Residency, Williams College, Williamstown, Massachusetts
- 1994: Residency, Art-Omi, Omi, New York
- 1991: Residency, Women's Studio Workshop, Rosendale, New York
- 1990: Adolph and Esther Gottlieb Foundation grant, New York Foundation for the Arts Fellowship
- 1989: Grand Prize, International Biennial of Prints, Bhopal, India
- 1985: New York Foundation for the Arts Fellowship, New York
- 1984: Printmaking Workshop Fellowship, New York
- 1974: Japan Foundation Fellowship, Tokyo
- 1969: President's Award for Printmaking, India